# Chiesa di Nostra Signora di Monte Arana
La chiesa di Nostra Signora di monte Arana è una chiesa campestre situata in territorio di Bonnanaro, centro abitato della Sardegna nord-occidentale. Consacrata al culto cattolico, fa parte della parrocchia di San Giorgio, arcidiocesi di Sassari.
La chiesa, come suggerisce il nome, è ubicata sulla cima del monte Arana, un colle situato a circa cinque chilometri dall'abitato. Edificata ai primi del Settecento grazie ad una nobile famiglia di Bonnanaro, venne intitolata alla Madonna delle Grazie.
L'edificio è realizzato con pietra a vista.